# Lance Ryan
Lance Ryan (* 1. Mai 1971 in White Rock, West-Kanada) ist ein kanadischer Opernsänger (Tenor), der seit 2005 in Deutschland lebt. Er wurde vor allem als Siegfried in Richard Wagners Ring des Nibelungen bekannt, den er an 12 verschiedenen Opernhäusern gesungen hat.

## Leben
Lance Ryan war seit seiner Schulzeit in Kanada, wo er in einer Rockband spielte, auf eine Musikerkarriere eingestellt. Er studierte zunächst am Douglas College in New Westminster, später an der University of British Columbia Musikgeschichte und klassische Gitarre. Dort begann er auch eine Gesangsausbildung, die er in Europa fortsetzte, insbesondere bei den italienischen Tenören Gianni Raimondi und Carlo Bergonzi. Danach arbeitete er sich in kleinen Schritten empor – mit Konzerten und mit kleineren Orchestern, z. B. in Bulgarien und der Ukraine. Nach seiner Übersiedlung nach Deutschland erhielt er ein Engagement am Badischen Staatstheater Karlsruhe, u. a. mit Rollen in Opern von Richard Wagner und Richard Strauss, in einer Richard Strauss-Oper war er auch m Hessischen Staatstheater Wiesbaden zu sehen, hier spielte er den Kaiser in Frau ohne Schatten. In den folgenden Jahren gastierte Lance Ryan an etlichen bedeutenden Opernhäusern des Auslands, z. B. in Wien, London, Barcelona und New York, sowie in Berlin, Dresden, München und Stuttgart. Auch bei bedeutenden Opernfestspielen trat er auf, z. B. beim Maggio Musicale (Florenz) und 2008 und 2019 bei den Salzburger Festspielen. 2010, 2013 und 2014 trat er bei den Bayreuther Festspielen als Siegfried auf, jeweils in Siegfried und Götterdämmerung.
Seine Darstellungen des Siegfried aus Valencia und Frankfurt am Main sind als CDs, DVDs und BluRays erschienen. Lance Ryan ist mit der italienischen Mezzosopranistin und Ernährungswissenschaftlerin Viviana Di Carlo verheiratet. Beide leben seit Jahren vegan und setzen sich für Tierrechte ein.